# Dizang
Dizang (chiń. 地藏, pinyin: Dìzàng, 地藏菩薩 Dìzàng Púsà "Bodhisattwa Dizang", zwany także 地藏王 Dìzàng Wáng lub 地藏王菩薩 Dìzàng Wáng Púsà) – chiński odpowiednik bodhisattwy Kszitigarbhy. Tytułowany "władcą otchłani", ślubował, że nie spocznie dopóki nie wyzwoli wszystkich czujących istot i pomaga istotom przebywającym w piekłach. Jego legenda opisana jest w Sutrze wielkich ślubów boddhisatwy Ksitigarbhy (chiń. 地藏菩薩本願經 Dìzàng Púsà Běnyuàn Jīng), znanej tylko w chińskiej wersji i prawdopodobnie chińskiego autorstwa. Czczony jako jeden z czterech największych boddhisatwów.
Koreańskim odpowiednikiem Dizanga jest Chijang, japońskim – Jizō, wietnamskim – Địa Tạng.